# Symonów
Symonów (ukr. Симонів) – wieś na Ukrainie, w obwodzie rówieńskim, w rejonie rówieńskim. W 2001 liczyła 1776 mieszkańców, wśród których 1766 wskazało jako ojczysty język ukraiński, 7 rosyjski, 2 białoruski, a 1 inny.
Tak jak cały obecny obwód rówieński, wieś znajdowała się w granicach II RP, wchodząc w skład województwa wołyńskiego, powiat rówieński, gmina Hoszcza.